# Eden (Mississippi)
Pour les articles homonymes, voir Eden.
Eden est un village américain situé dans le comté de Yazoo, dans le Mississippi. Selon le recensement de 2020, sa population est de 133 habitants.